# Tabanus grandis
Tabanus grandis är en tvåvingeart som beskrevs av Szilady 1923. Tabanus grandis ingår i släktet Tabanus och familjen bromsar.
Artens utbredningsområde är Turkiet. Inga underarter finns listade i Catalogue of Life.